# Mandrione
Il Mandrione è un'area urbana del Municipio Roma VII di Roma Capitale. Fa parte della zona urbanistica 9B Tuscolano Sud, nel quartiere Q. VIII Tuscolano.
È posto alla destra del tratto iniziale della via Casilina.
Prende il nome dalla via che la attraversa, da via Casilina (altezza Pigneto) a via Tuscolana (altezza Porta Furba), la quale a sua volta si rifà all'antica usanza di portare nei prati di allora mandrie a pascolare.

## Storia

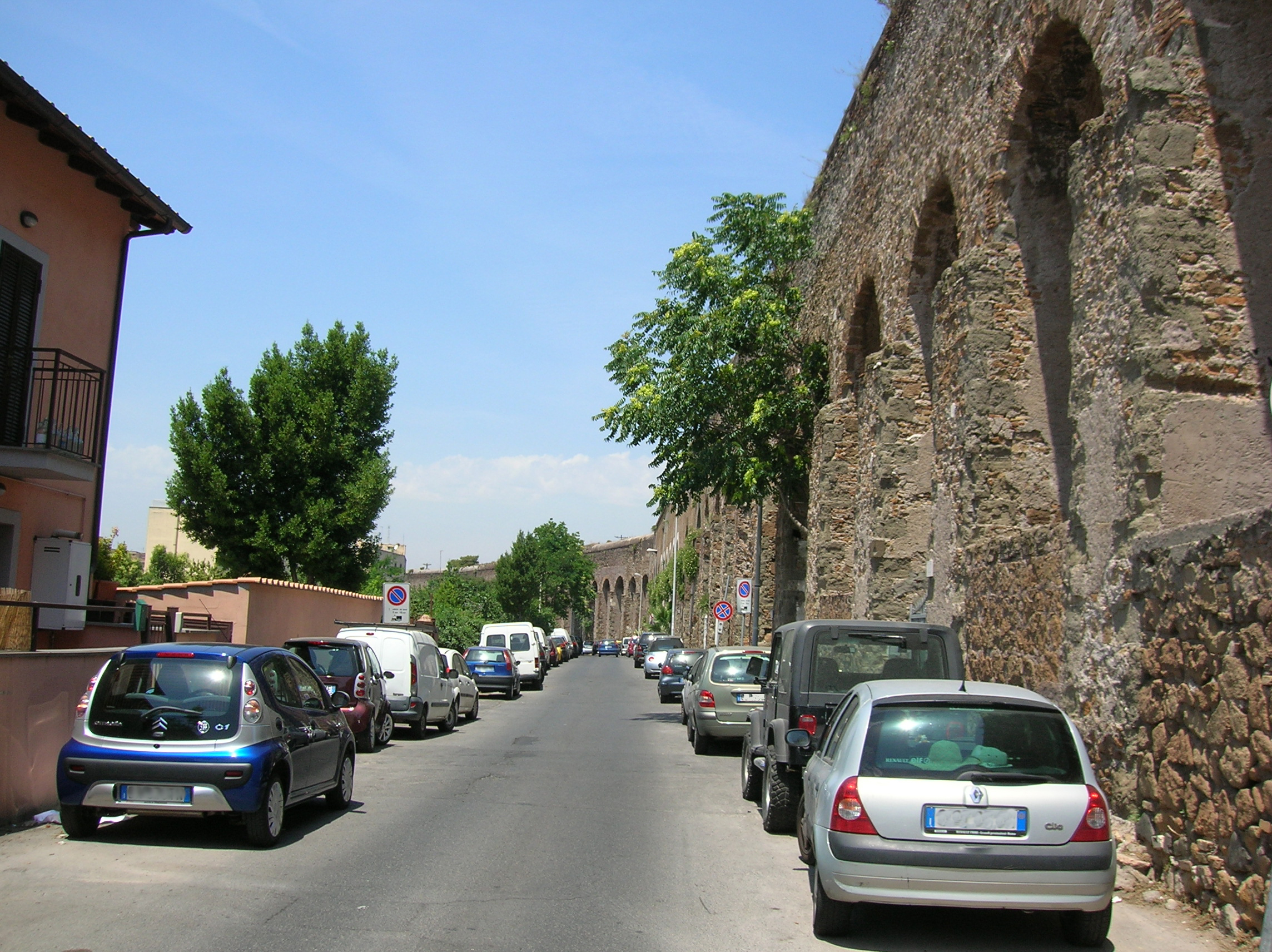
Via Casilina Vecchia

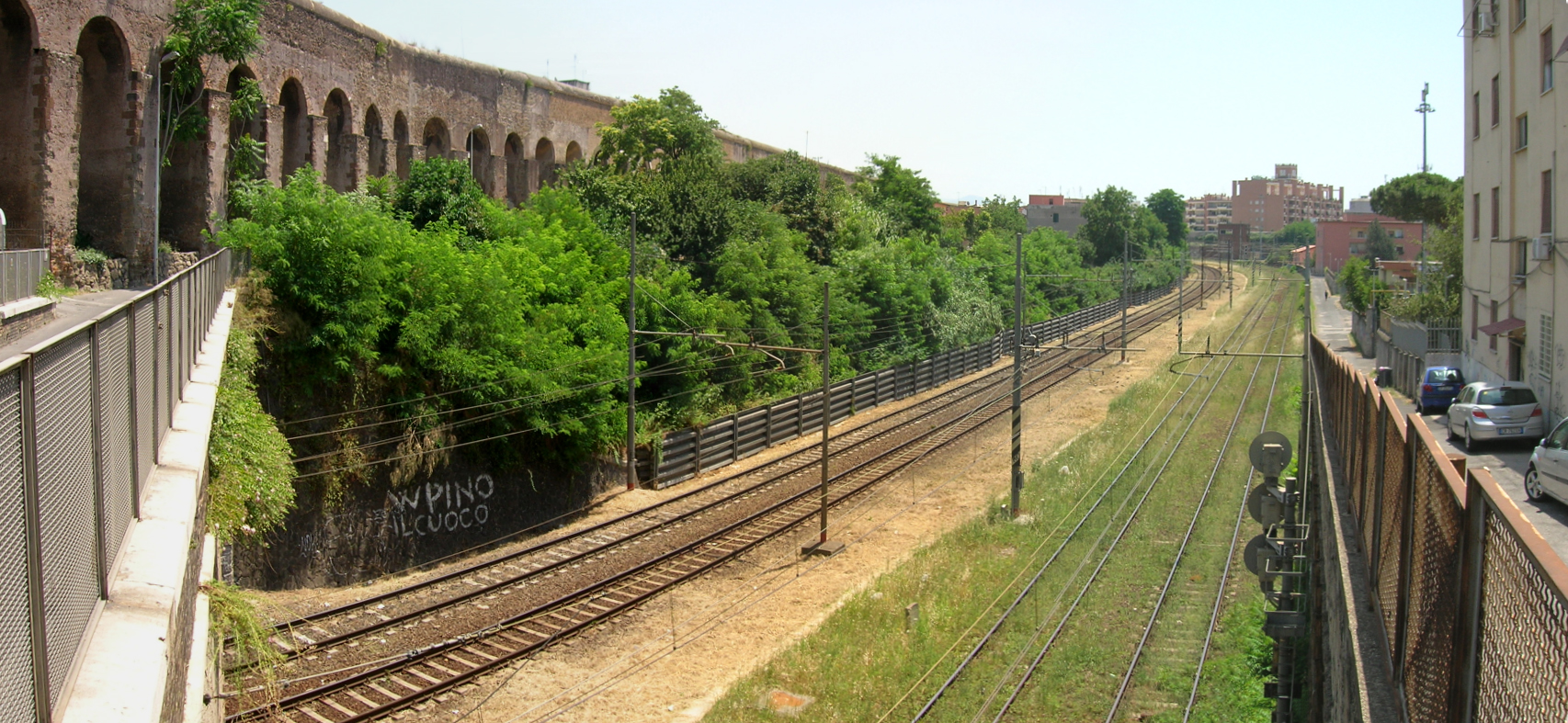
La ferrovia dal ponte di via Casilina Vecchia

La zona fu inizialmente occupata dagli sfollati del bombardamento di San Lorenzo del 1943, che vi costruirono delle baracche sotto gli archi dell'acquedotto Felice. Successivamente, dagli anni '50, divenne famosa come zona di zingari e prostitute, come documentato dalle ricerche dell'antropologo Franco Cagnetta e dalle fotografie di Franco Pinna
Il Mandrione è citato in diverse opere letterarie e cinematografiche, fra tutte quelle di Pier Paolo Pasolini che è stato anche spesso ritratto mentre passeggiava per via del Mandrione e nei suoi dintorni.
Nonostante l'intento politico e culturale volto a riqualificare l'area, via del Mandrione rimase fortemente degradata fino alla seconda metà degli anni '70, quando il lavoro svolto dal 1975 al 1984 da Angelina Linda Zammataro, nota anche come Linda Fusco - psicologa e pedagogista, fondatrice del metodo della psicoanimazione - riuscì a dare una svolta risolutiva, tanto che, negli anni successivi, il Mandrione è diventato una zona residenziale dalla viva attività artigianale, dove, affiancati all'acquedotto, si alternano esercizi commerciali, anche di una certa eleganza, palazzine, officine, botteghe di artigiani, treni (almeno 3 linee ferroviarie si snodano intorno alla via principale).

## Progetti artistico-culturali sul Mandrione

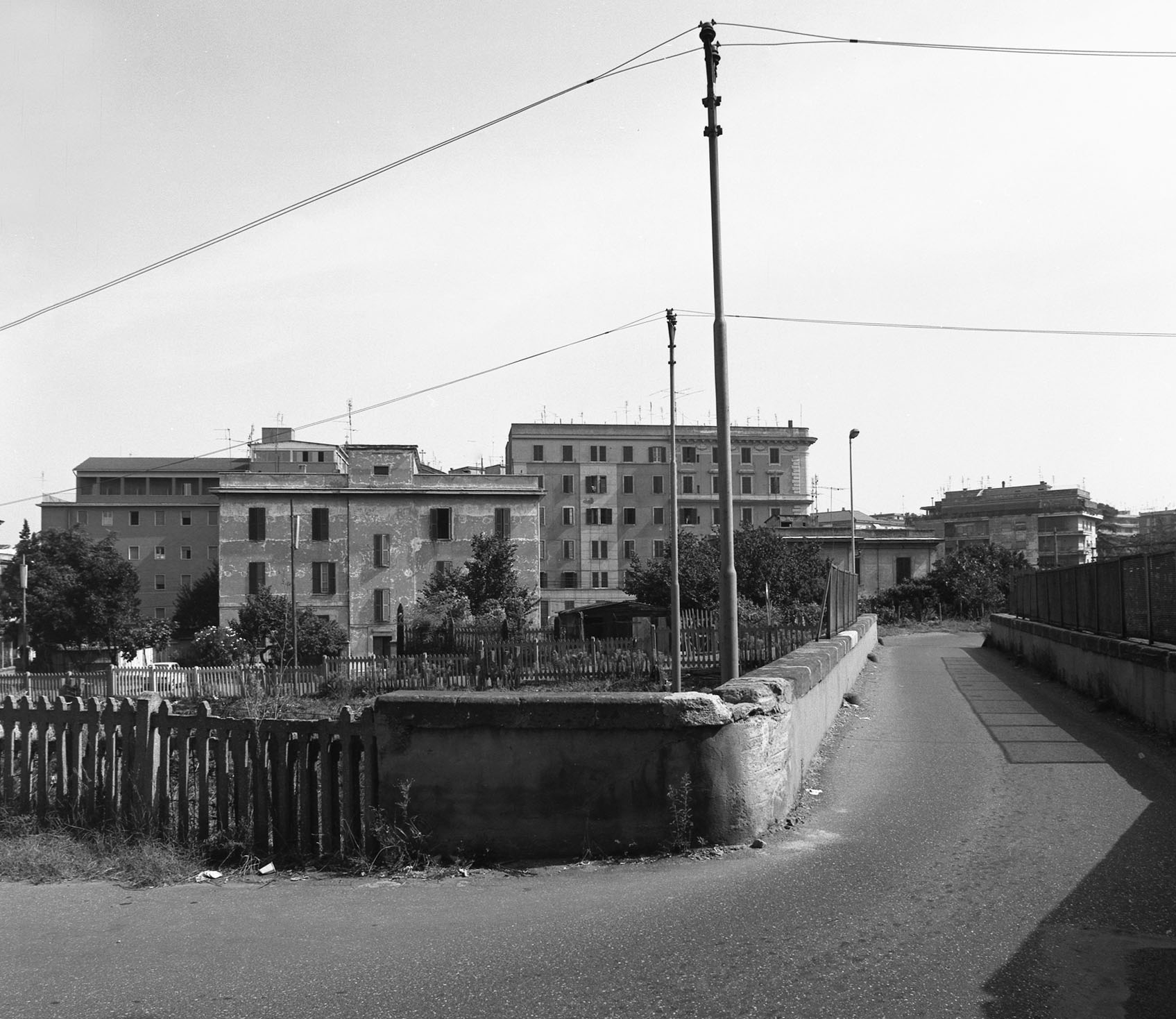
Via Casilina vecchia (1982)

Di grande interesse l'inchiesta svolta nell'aprile del 1956 dall'antropologo Franco Cagnetta e dal fotografo Franco Pinna. Supportata dall'editore Giangiacomo Feltrinelli, fu seguita da vicino da importanti personaggi della cultura come Elsa Morante, Goffredo Parise e Pier Paolo Pasolini.
Partiva, con la visita al Mandrione, un ampio progetto sulle borgate romane e si innestava su una ricerca di Giorgio Nataletti e Diego Carpitella sulle usanze coreutico-musicali degli zingari residenti nelle vicinanze della via Casilina. Le danze e le musiche rom furono perciò oggetto di una documentazione integrata, che associava le fotografie di Pinna alle registrazioni sonore.
Il progetto proseguì con la visita della zona delle prostitute, verso la via Tuscolana, giungendo fino alle baracche dell'Acquedotto Felice. La documentazione fotografica realizzata da Pinna in questo frangente viene ritenuta fra le più importanti di tutta la fotografia neorealistica.
Sul n. 562 (4 settembre 2022) del settimanale La Lettura, supplemento culturale del Corriere della Sera, sono state pubblicate due tavole a fumetti - sceneggiate da Giuseppe Pollicelli e disegnate da Sudario Brando (pseudonimo di Francesco Siena) - ambientate al Mandrione. Intitolata L'anima della gemella, la storia racconta la disavventura vissuta da una giovane aspirante attrice e dalla sua sorella gemella in seguito al mancato appuntamento (di fronte alla fontana di Clemente XII) con un sedicente regista.

## Dal degrado all'integrazione

Linda Zammataro sale al Campidoglio con la zingara Maria

Angelina Linda Zammataro, durante la sua sperimentazione nella scuola elementare "G. Cagliero" nel quartiere Tuscolano di Roma, si trovò ad affrontare il problema dell'integrazione degli zingari nella scuola. La scientificità del suo metodo la portò a prendere visione dell'ambiente famigliare dei bambini della comunità rom del vicino vicolo del Mandrione. Le condizioni di vita erano inaccettabili: roulotte e baracche erano immerse nel fango e mancava l'acqua corrente. Non era possibile pensare all'inserimento nella scuola - presupposto essenziale per l'integrazione nella società - senza prima risolvere degnamente il problema abitativo.
Così iniziò una lunga operazione politico-culturale che portò alla creazione di una coscienza civica negli zingari lì residenti. Dopo una lunga mobilitazione,  che ha visto la realizzazione per la RAI di due documentari dal titolo Al margine e Essere zingari al Mandrione - regia di Gianni Serra - la produzione delle mostre Crescere zingaro al Mandrione e Zingaro a tre anni presentata al Continente Infanzia, Angelina Linda Zammataro riuscì a fare assegnare dal Comune di Roma agli zingari e ai baraccati di via del Mandrione degli alloggi popolari a Spinaceto, periferia sud di Roma.

Gli zingari del Mandrione traslocano dalle loro baracche sotto la supervisione di Linda Zammataro

L'abbandono del Mandrione da parte dei suoi abitanti coincise con l'abbattimento delle baracche per impedire che le stesse venissero occupate da altri disperati.
Da quel momento ha avuto inizio il processo di riqualificazione e di recupero del territorio.

## Zone limitrofe
- Arco di Travertino
- Pigneto
- Torpignattara
- Villa Lais

## Collegamenti
|  | È raggiungibile dalla stazione Villini. |